# Tore Sjöstrand
Thore Ingvar (Tore) Sjöstrand (Huddinge, 31 juli 1921 - Växjö, 26 januari 2011) was een Zweedse atleet en olympisch kampioen, die zich had toegelegd op de 3000 m steeple.

## Loopbaan
Sjöstrand kon pas op 25-jarige leeftijd zijn eerste wedstrijd doen wegens de Tweede Wereldoorlog. Op de Europees kampioenschappen van 1946 in Oslo won hij op de 3000 m steeple een bronzen medaille, achter de Fransman Raphaël Pujazon en de Zweed Erik Elmsäter.
Zijn grootste succes behaalde Tore Sjöstrand op de Olympische Spelen van Londen in 1948. Hier liepen de drie Zweden Sjöstrand, Erik Elmsäter en Göte Hagström op de 3000 m steeple aan de kop van de wedstrijd. Met een verbazingwekkende laatste ronde van 69,6 seconden won hij de wedstrijd. Hij versloeg hiermee de wereldrecordhouder Elmsäter met 3,6 seconden. Op de EK van 1950 in Brussel behaalde Sjöstrand een teleurstellende achtste plaats. Daarna beëindigde hij zijn sportcarrière.

## Palmares

### 3000 m steeple
- 1946:  EK - 9.14,0
- 1948:  OS - 9.04,6
- 1950: 8e EK - 9.25,2

1920: Percy Hodge ·
1924: Ville Ritola ·
1928: Toivo Loukola ·
1932: Volmari Iso-Hollo ·
1936: Volmari Iso-Hollo ·
1948: Tore Sjöstrand ·
1952: Horace Ashenfelter ·
1956: Chris Brasher ·
1960: Zdzisław Krzyszkowiak ·
1964: Gaston Roelants ·
1968: Amos Biwott ·
1972: Kipchoge Keino ·
1976: Anders Gärderud ·
1980: Bronisław Malinowski ·
1984: Julius Korir ·
1988: Julius Kariuki ·
1992: Matthew Birir ·
1996: Joseph Keter ·
2000: Reuben Kosgei ·
2004: Ezekiel Kemboi ·
2008: Brimin Kipruto ·
2012: Ezekiel Kemboi ·
2016: Conseslus Kipruto ·
2020: Soufiane El Bakkali ·
2024: Soufiane El Bakkali